# Suriana
- Commons
- Wikispecies

Suriana L. é um género botânico pertencente à família Surianaceae.

## Espécies
Apresenta 2 espécies:
- Suriana maritima
- Suriana volubilis
- Lista das espécies

## Classificação do gênero
| Sistema | Classificação                       | Referência               |
| ------- | ----------------------------------- | ------------------------ |
| Linné   | Classe Pentandria, ordem Pentagynia | Species plantarum (1753) |